# 念仏講
念仏講（ねんぶつこう）とは、日本の仏教において、在家信者が念仏を唱える講中を指す言葉である。多く、浄土教系寺院において行われるが、葬儀の際や村の行事など、多くの民俗行事と密接に関係している。
葬儀の時の念仏講は、枕経（まくらきょう）と呼ばれる通夜に執り行われる法要であったり、野辺送りの参列者により、埋葬の時に行われたりする場合がある。ただし、出家の僧による読経（どきょう）とは別に執り行われる。また初七日より四十九日に至る逮夜や忌日、盂蘭盆会や春秋の彼岸会などの行事の日にも執り行われる。
毎月の定められた日に行われる念仏は月並みと呼ばれ、多く、地蔵菩薩・観音菩薩・不動明王などを祀る縁日に行われる。その他、虫送り・風送りや、疫除け・雨乞い等の際にも行われる。今日では、以上のような念仏講は、村落内の老人たちによる寄り合いとしての役割を果たしており、その宗教的役割のほか、老人の娯楽の場ともなっている。
土佐藩（現、高知県）では江戸初期に家老の野中兼山によって葬儀のための積立金を集約する組織として機能した。

## 隠語
隠語として「輪姦」の意味がある。江戸時代天保3年（1832年）に為永春水が著した人情本『春色梅児誉美』に「お娘を正座に取り巻いて念仏講をはじめるつもり」とみえる。